# 4-й армейский корпус (Босния и Герцеговина)
4-й корпус Армии Республики Босния и Герцеговина (босн. Četvrti korpus Armije RBiH) — воинское подразделение Армии Республики Босния и Герцеговина, участвовавшее в Боснийской войне.

## Краткая история
Образован 17 ноября 1992. Штаб-квартира: Мостар. В зону действия корпуса входили общины Мостар, Коньиц, Ябланица, Невесине, Столац и Чаплина. Участвовал в таких сражениях Боснийской войны, как осада Мостара и операция «Неретва-93». В феврале 1994 года в его состав вошли все подразделения расформированного 6-го корпуса со всем вооружением и снабжением.

## Командующие
- 1-й командир: Ариф Пашалич
- 2-й командир: Сулейман «Тетак» Будакович
- 3-й командир: Рамиз Дрекович
- 4-й командир: Мустафа Полутак
- Командир эшелона: Эсад Шетанич

## Структура
- 4-я мусульманская освободительная бригада «Скорпионы» (Коньиц, командир: Незим «Мудеррис» Халилович)
- 19-я восточногерцеговинская лёгкая бригада
- 41-я/441-я славная мостарская бригада (командиры: Ариф Пашалич, Мидхат «Буйка» Буйкут, Семир «Ловац» Дрлевич, Эсад Хумо)
- 42-я/442-я горная бригада «Брегава» (Столац, Дубравска, Чаплина)
- 43-я/443-я горная бригада (Коньиц)
- 44-я/444-я горная бригада (Ябланица)
- 45-я горная бригада «Неретвица» (Бутурович-Поле, командир: Хасо Хакалович)
- Отдельный батальон «Прозор» / 446-я бригада (Прозор)
- 48-я/448-я горная бригада (Мостар, Благай)
- 49-я/449-я восточногерцеговинская горнострелковая бригада (Невесине)
- 450-я лёгкая пехотная бригада (Бьелимицы)
- Специальный батальон военной полиции «Босна-4» (Мостар)
- Специальный батальон «Шарган» (Гацко)

## Награды
Две бригады корпуса получили соответствующие наименования «почётная» и «славная». 173 солдата награждены высшей военной наградой — «Золотой лилией». Генерал Мидхат Буйкут награждён орденом и званием Героя освободительной войны.